# Bonnie Bianco
Lory „Bonnie“ Bianco (* 19. srpna 1963 Pittsburgh, Pensylvánie) je americká zpěvačka a herečka. Nejvíce se prosadila v italské minisérii Cinderella 80 neboli Cindy, který měl premiéru v roce 1983 a stal se obrovským hitem. Z tohoto filmu vzniklo také album Stay, nazvané podle nesmrtelného duetu s francouzským hercem Pierrem Cosso. Toto album a především duet Stay se po několik týdnů držely na prvních příčkách všech německých žebříčků.
V letech 1983–1985 působila Lory jako zpěvačka a tanečnice ve známé Primetime Saturday Italian variety show Al Paradise.
Žije a pracuje dlouhodobě v Itálii.

## Alba
- 1982 – Bonnie Bianco (Italsky + Německy 1983)
- 1983 – Cenerentola ' 80 (Italsky)
- 1984 – Al Paradise EP (Italsky)
- 1985 – Un'Americana a Roma (Italsky + Německy)
- 1985 – Molly 'O (Italsky)
- 1987 – Cinderella '87
- 1987 – Un `Americana A Roma (Německy)
- 1987 – Stay
- 1987 – Rhapsody
- 1987 – Just Me
- 1988 – Too Young
- 1988 – True Love, Lory
- 1990 – Lonely Is The Night
- 1993 – Miss you So – The Very Best Of
- 1993 – Un `Americana A Roma
- 1993 – Stay – The Very Best Of
- 1993 – You're The One
- 1996 – Lonely Is The Night
- 2001 – On My Own...But Never Alone
- 2003 – The Deluxe Edition
- 2007 – Best of-Incl. Spanish Mixes (Španělsky)
- 2012 – Jesus Paid It All
- 2017 – MY STAR (Best of CD)
- 2019 – MY STAR 2.0 (Best of CD)